# Causse corrézien
Le causse corrézien est une région naturelle de France, dans le Limousin historique et en région administrative Nouvelle-Aquitaine, située au sud du département de la Corrèze.
L'usage de l'oronyme « causse » rattache cette région naturelle à l'ensemble des plateaux calcaires du sud-ouest du Massif central, et précisément les causses du Quercy dont elle partage les caractéristiques et dont elle constitue l'extrémité septentrionale. Toutefois, le causse corrézien n'est pas un causse individualisé : il forme simplement la portion corrézienne du causse de Martel, majoritairement compris dans le département voisin du Lot.
Par sa géologie et sa position méridionale, le causse corrézien présente des paysages sensiblement différents des autres paysages corréziens et limousins. Sa topographie, sa végétation et son climat le rapprochent des plateaux calcaires du sud-ouest du Massif central.

## Géologie
Le calcaire domine. Il est à noter la formation au jurassique du gouffre de la Fage, seule cavité souterraine de la Corrèze ouverte au public, et depuis 1999 classée site Natura 2000. D'autres cavités marquent le paysage du causse, comme la grotte du Moulin de Laguenay.

## Géographie

### Localisation
La dénomination géographique « causse corrézien » se rapporte à l'une des rares zones de causse qui ne soit pas comprise dans la région Occitanie, mais en Nouvelle-Aquitaine. Le causse corrézien n'est séparé du reste des causses du Massif central, en l'occurrence les causses du Quercy, que par la limite administrative séparant Nouvelle-Aquitaine (Corrèze) d'Occitanie (Lot). L'appellation est donc avant tout politique. Sur le plan géologique, le causse corrézien fait partie du causse de Martel majoritairement situé dans le département du Lot. 
Le causse corrézien correspond à une micro-région d'environ 60 km2. Elle est nettement délimitée au nord par le bassin de Brive et la basse vallée de la Corrèze, et à l'est par la vallée de la Tourmente et la faille de Meyssac qui mènent vers la vallée de la Dordogne corrézienne. Au sud, la limite du département du Lot la sépare artificiellement du reste du causse de Martel. À l'ouest, le causse se prolonge en Dordogne sur le Périgord noir.
L'altitude moyenne du causse est comprise entre 250 et 320 m, avec un maximum de 367 m près du lieu-dit Crumière, à Turenne.

### Communes
Les communes appartenant au causse corrézien sont, dans leur totalité :
- Chartrier-Ferrière
- Chasteaux
- Estivals
- Jugeals-Nazareth
- Lissac-sur-Couze
- Noailles
- Nespouls
- Saint-Cernin-de-Larche

Et pour partie : 
- Brive-la-Gaillarde (marges sud)
- Larche (marges sud)
- Turenne (moitié ouest)

### Paysages
Les paysages du causse corrézien rattachent celui-ci aux « marges aquitaines » du Limousin. Ils comprennent des modelés caractéristiques des plateaux calcaires : dolines, ouvalas, et lapiaz. Parmi les paysages les plus remarquables, ceux de la vallée sèche du Blagour et du coteau de la Côte pelée, à Chasteaux, bénéficient d'une protection.
La végétation spontanée est dominée par le chêne pubescent en taillis.
La présence d'une étendue d'eau artificielle, le lac du Causse, est une originalité dans un contexte géologique karstique.
En termes de bâti, la pierre blanche calcaire domine dans les constructions, notamment les petites cabanes en pierre sèche (chabanas).
L'essentiel du causse est couvert par le périmètre de la zone naturelle d’intérêt écologique, faunistique et floristique (ZNIEFF) « Causse Corrézien ».

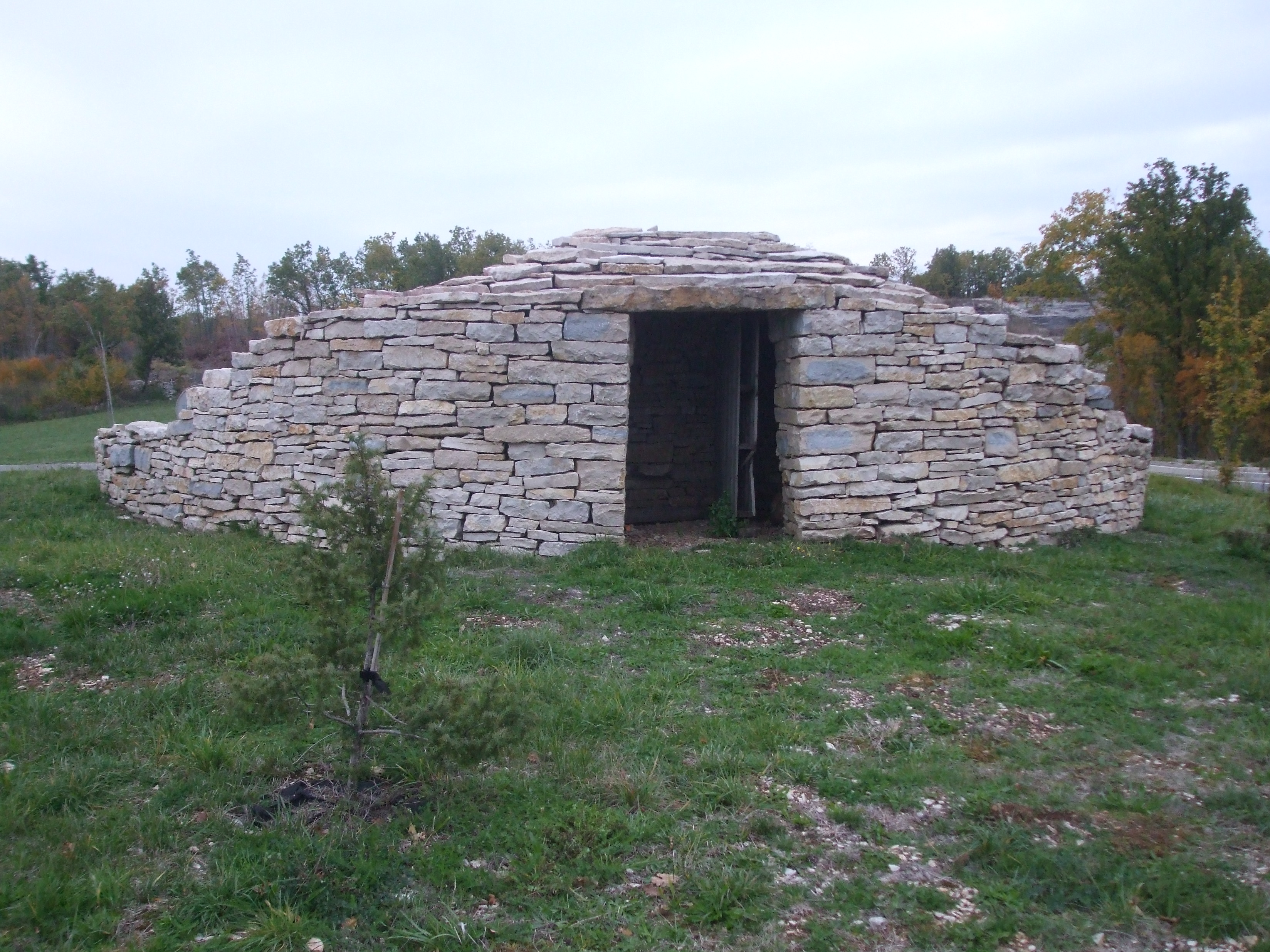
Reconstitution d'une cabane en pierres sèches à l'aéroport de Brive-Souillac, au cœur du causse.
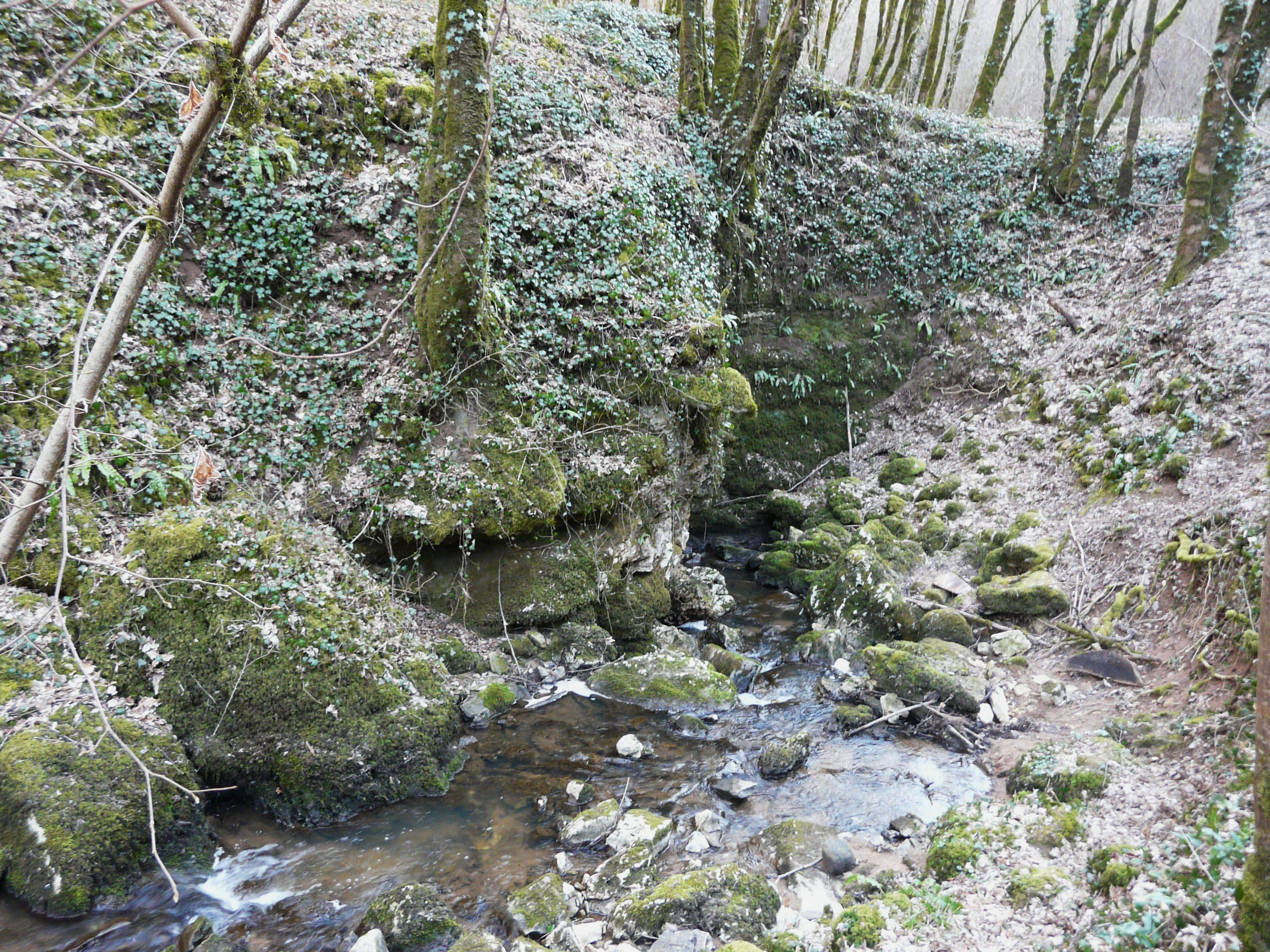
Une perte (la Couze).
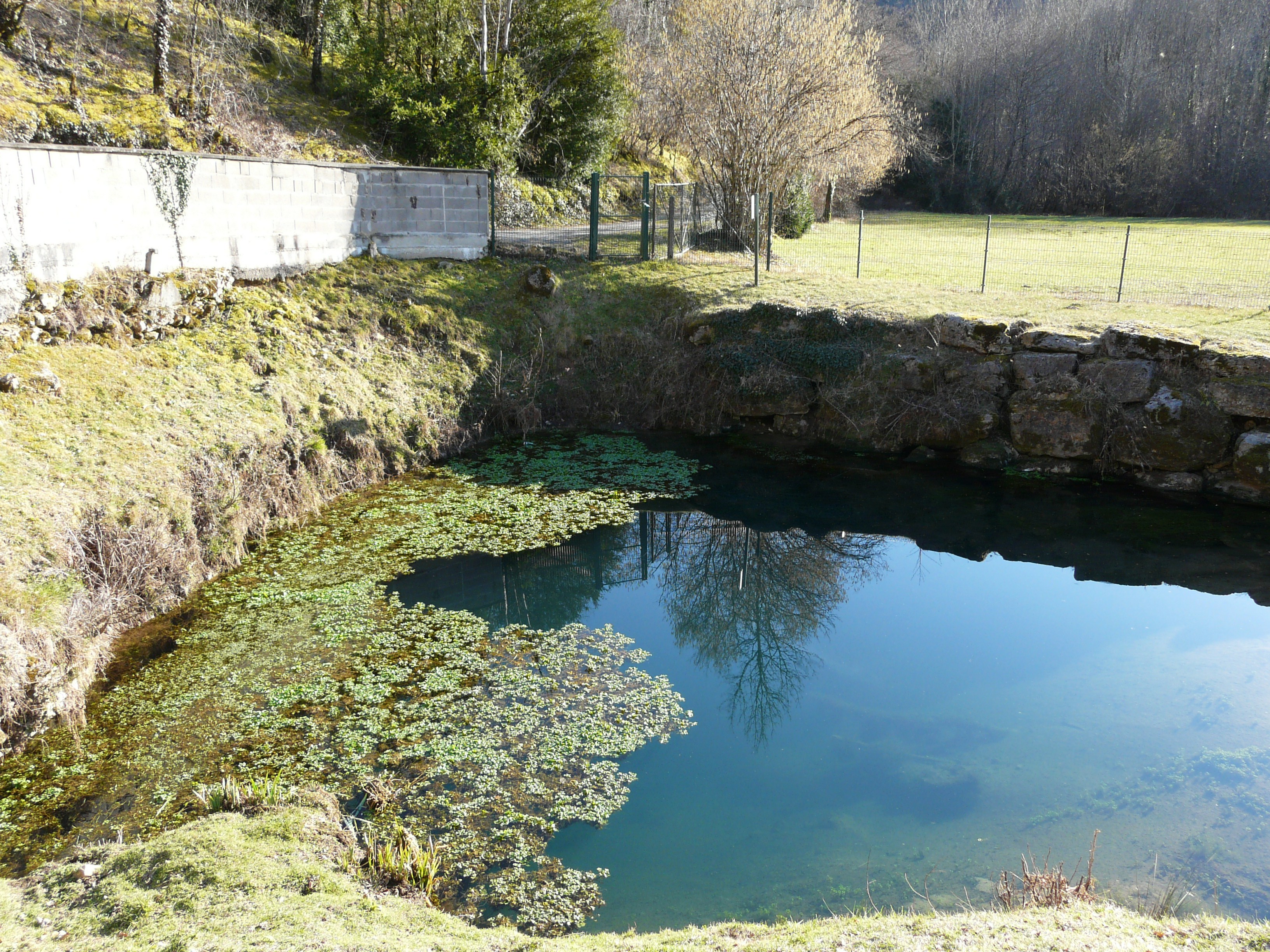
Une résurgence (la Couze) : le gouffre du Blagour.
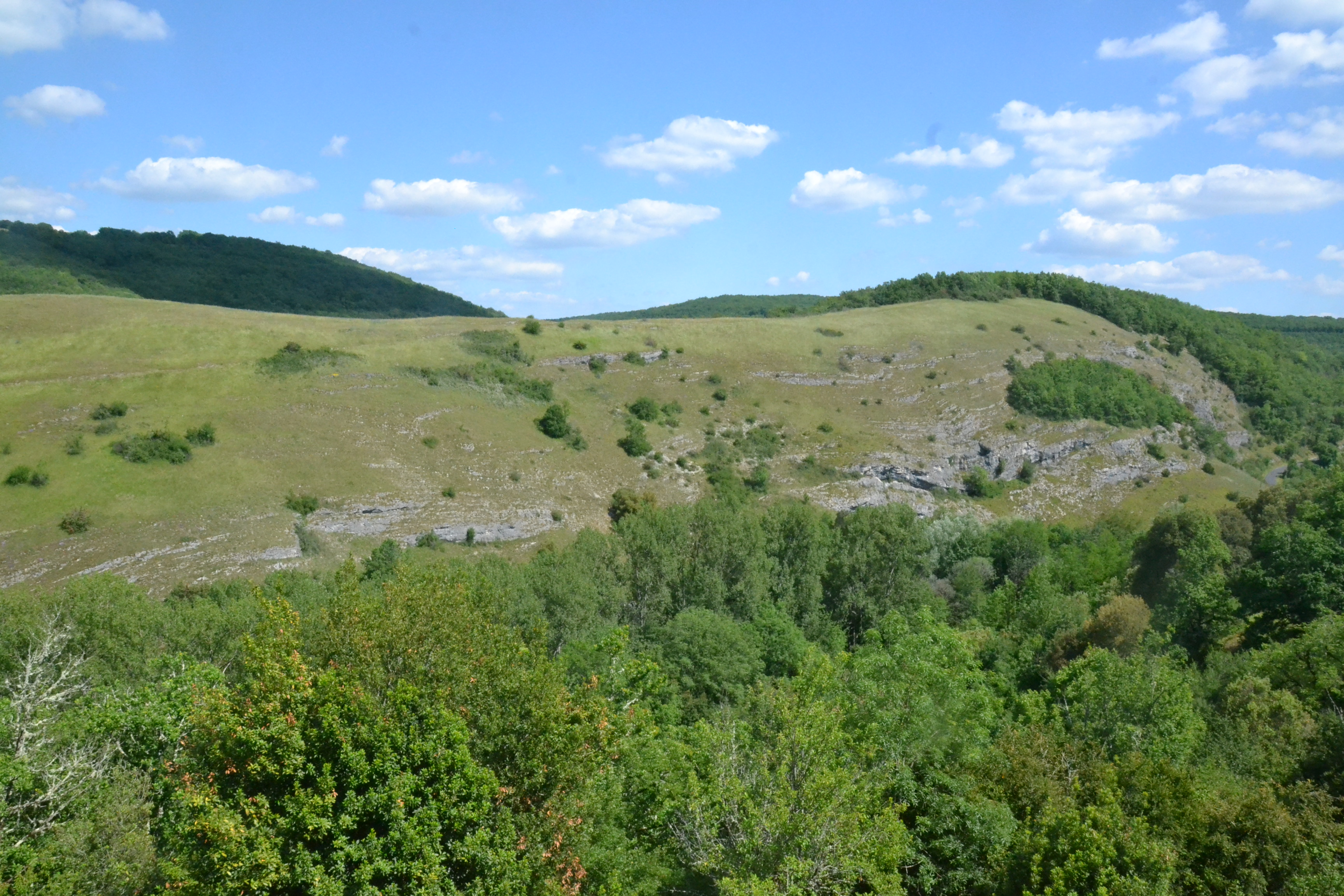
Paysage de pelouse rase et d'affleurement calcaire (la Côte pelée, Chasteaux).

## Flore

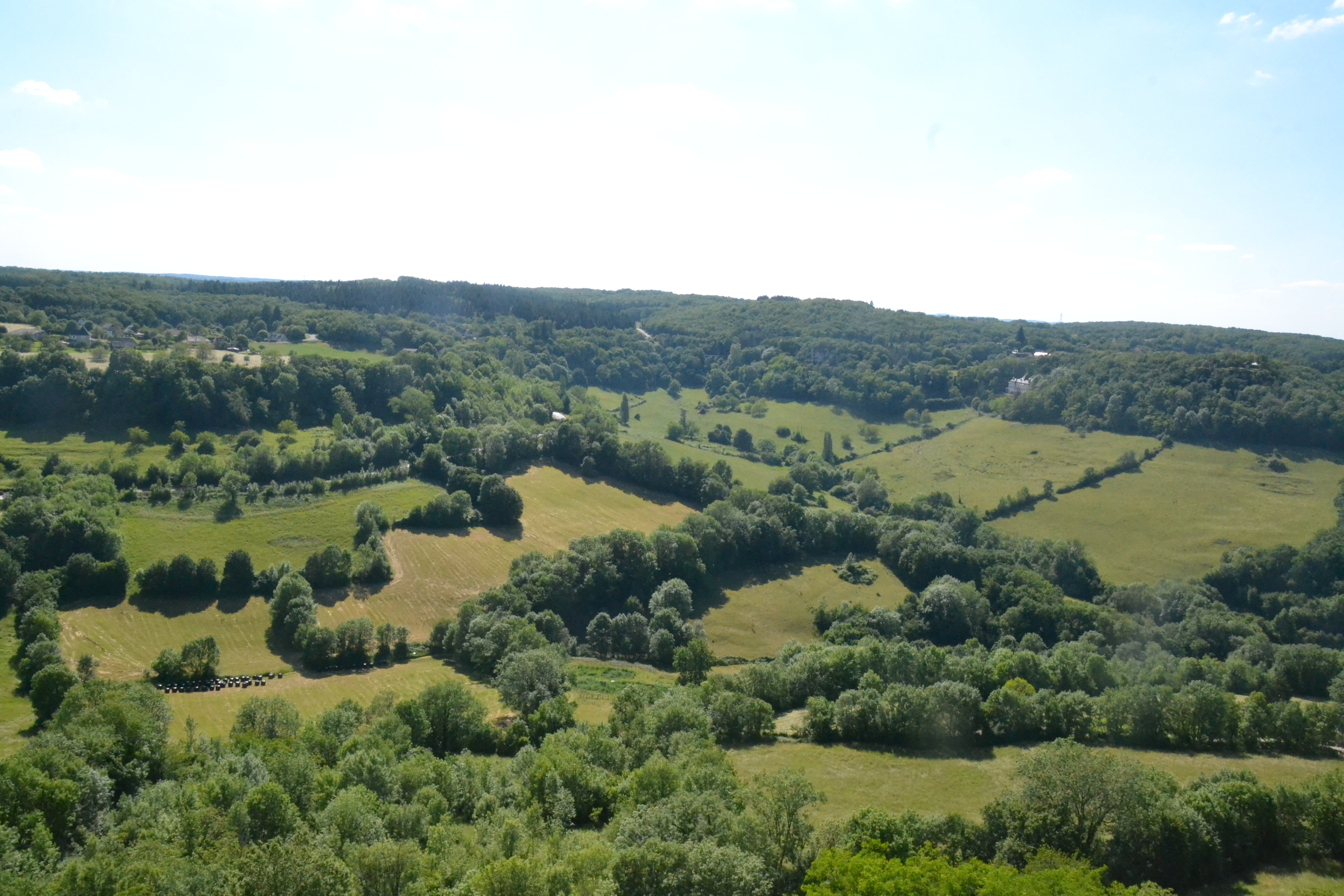
Vue sur le paysage boisé du causse depuis Turenne.

La flore du causse, typique des sols calcaires, dominée par la pelouse rase et le taillis de chênes, parfois proche de la garrigue, présente en plusieurs stations des caractéristiques méridionales, voire méditerranéennes.
Parmi les espèces remarquables de ces milieux, figurent des orchidées comme l'orchis bouffon ou le sérapias langue, et plusieurs plantes atteignant ici leur limite nord de répartition comme la leuzée conifère, la stéhéline douteuse, l'immortelle commune ou la psoralée bitumineuse.

## Économie

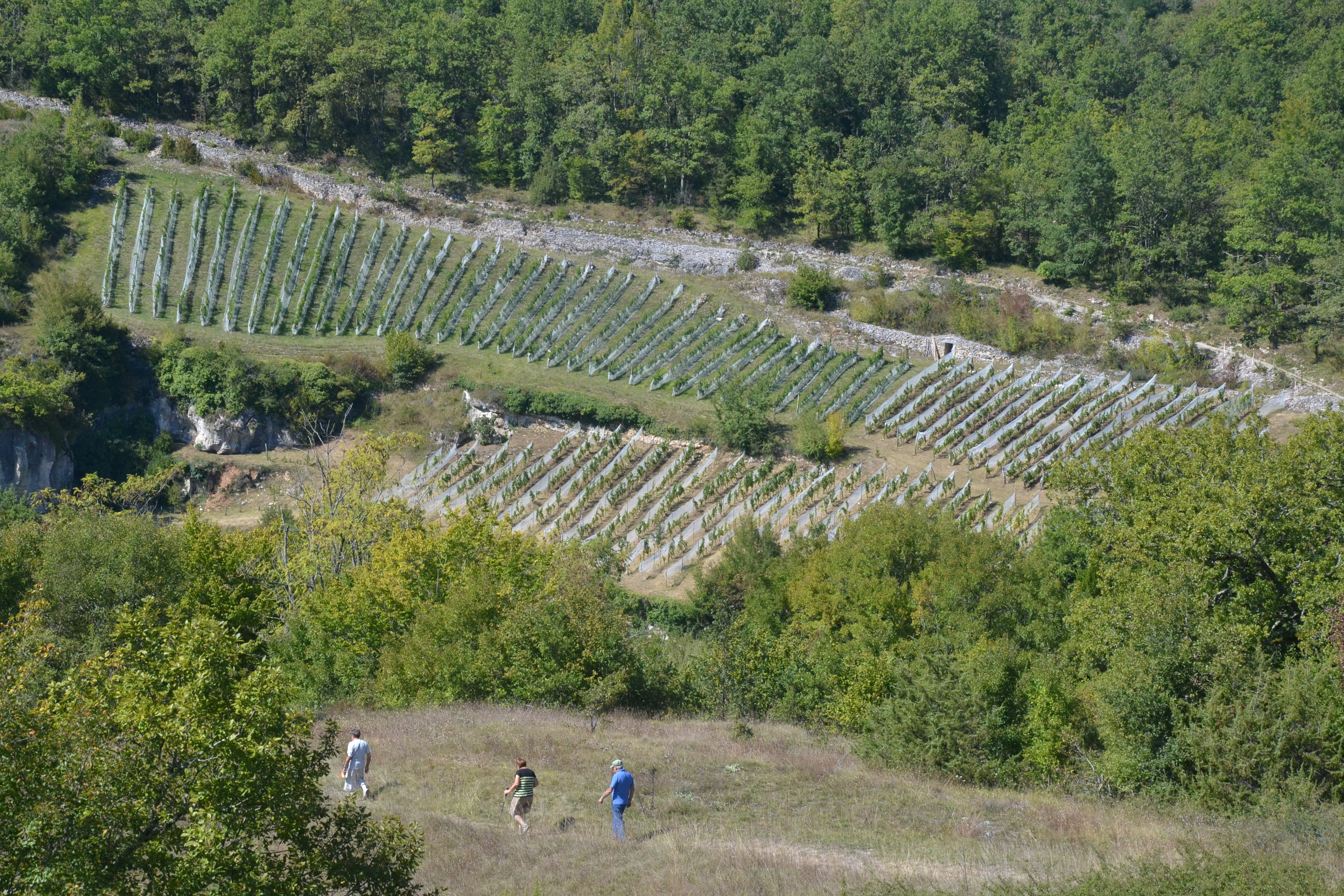
Vignes à Chasteaux.

Les caractéristiques géologiques du causse corrézien expliquent la présence de carrières de pierre calcaire, à Lissac-sur-Couze et Chasteaux.
L'agriculture est relativement peu développée, et se traduit en quelques exploitations de noyers, de vignes et des prairies pour l'élevage.
Le tourisme est un autre vecteur de développement économique du causse corrézien, marqué par la proximité des sites touristiques de la vallée de la Dordogne, le village de Turenne, le lac du Causse et plusieurs grands itinéraires de randonnée balisés comme le GRP du Causse corrézien ou le GR 46. L'aéroport de Brive-Souillac est également situé dans le secteur.